# Rally della Nuova Zelanda 2001
Il Rally della Nuova Zelanda 2001, ufficialmente denominato 32nd Propecia Rally New Zealand (31st Propecia Rally New Zealand secondo altre fonti), è stata la decima prova del campionato del mondo rally 2001 nonché la trentaduesima edizione del Rally della Nuova Zelanda e la ventunesima con valenza mondiale.

## Riepilogo
La manifestazione si è svolta dal 21 al 23 settembre sugli sterrati che attraversano i territori nord-occidentali dell'Isola del Nord; nella prima giornata si gareggiò circa 150 km a sud di Auckland, base designata del rally, attorno alla località di Raglan mentre nella seconda ci si spostò a nord nei pressi di Ruawai; la frazione finale si svolse di nuovo intorno a Raglan e attraverso la foresta di Maramarua, a sud-est di Auckland.
L'evento è stato vinto dal britannico Richard Burns, navigato dal connazionale Robert Reid, al volante di una Subaru Impreza WRC2001 della squadra Subaru World Rally Team, davanti alla coppia formata dai connazionali Colin McRae e Nicky Grist, su Ford Focus RS WRC 01 della scuderia Ford Motor Co. Ltd., e da quella finlandese composta da Harri Rovanperä e Risto Pietiläinen, alla guida di una Peugeot 206 WRC (2001) del team Peugeot Total.
Gli austriaci Manfred Stohl e Peter Müller, su Mitsubishi Lancer Evo VI, hanno invece conquistato la vittoria nella Coppa FIA piloti gruppo N.

## Dati della prova
| Denominazione ufficiale             | Propecia Rally New Zealand |
| Edizione N°                         | 32 |
| Tappa N°                            | 10 di 14 |
| Data manifestazione                 | da venerdì 21/09/2001 a domenica 23/09/2001 |
| Sede ospitante                      | Auckland (distretto di Auckland, Regione di Auckland, Nuova Zelanda) |
| Sedi del parco assistenza           | Prima frazione: Raglan (distretto di Waikato, Waikato). Seconda frazione: Ruawai (distretto di Kaipara, Northland). Terza frazione: Te Kauwhata (distretto di Waikato). |
| Superficie                          | Terra |
| Direttore di gara                   | Morrie Chandler |
| Iscritti                            | 73 |
| Partiti                             | 68 |
| Arrivati                            | 48 (70,6%) |
| Prove speciali                      | 24 |
| Prova più breve                     | 2,10 km (PS7 e PS8: Manukau Super) |
| Prova più lunga                     | 59,00 km (PS11: Parahi - Ararua) |
| Prova più lenta                     | velocità media di 82,50 km/h (PS5: Whaanga Coast) |
| Prova più veloce                    | velocità media di 117,20 km/h (PS15: Mititai) |
| Lunghezza prove speciali            | 382,46 km (22,6% della distanza totale) |
| Lunghezza complessiva trasferimenti | 1307,93 km |
| Distanza totale                     | 1690,39 km |
| Media oraria del vincitore          | velocità media di 100,9 km/h (382,46 km in 3h47'28"0) |

## Itinerario
| Frazione 1 (21 set) |        | 07:15  | Assistenza – Raglan (20 m)                            | –        | 117,17 km |  |  |
| Frazione 1 (21 set) | PS1    | 08:33  | Te Akau North                                         | 32,37 km | 117,17 km |  |  |
| Frazione 1 (21 set) |        | 10:03  | Assistenza – Raglan (20 m)                            | –        | 117,17 km |  |  |
| Frazione 1 (21 set) | PS2    | 10:41  | Maungatawhiri                                         | 6,52 km  | 117,17 km |  |  |
| Frazione 1 (21 set) | PS3    | 11:04  | Te Papatapu 1                                         | 16,62 km | 117,17 km |  |  |
| Frazione 1 (21 set) | PS4    | 11:37  | Te Hutewai                                            | 11,32 km | 117,17 km |  |  |
| Frazione 1 (21 set) |        | 12:25  | Assistenza – Raglan (20 m)                            | –        | 117,17 km |  |  |
| Frazione 1 (21 set) | PS5    | 13:08  | Whaanga Coast                                         | 29,52 km | 117,17 km |  |  |
| Frazione 1 (21 set) | PS6    | 13:51  | Te Papatapu 2                                         | 16,62 km | 117,17 km |  |  |
| Frazione 1 (21 set) |        | 14:35  | Assistenza – Raglan (45 m)                            | –        | 117,17 km |  |  |
| Frazione 1 (21 set) | PS7    | 18:30  | Manukau Super 1                                       | 2,10 km  | 117,17 km |  |  |
| Frazione 1 (21 set) | PS8    | 19:00  | Manukau Super 2                                       | 2,10 km  | 117,17 km |  |  |
| Frazione 1 (21 set) |        | 19:10  | Assistenza (flexi service) – Manukau, Auckland (10 m) | –        | 117,17 km |  |  |
|                     |        |        |                                                       |          |           |  |  |
| Frazione 2 (22 set) |        | 09:08  | Assistenza – Ruawai (20 m)                            | –        | 176,29 km |  |  |
| Frazione 2 (22 set) | PS9    | 09:53  | Parahi - Ararua                                       | 59,00 km | 176,29 km |  |  |
| Frazione 2 (22 set) |        | 11:51  | Assistenza – Ruawai (20 m)                            | –        | 176,29 km |  |  |
| Frazione 2 (22 set) | PS10   | 12:51  | Batley                                                | 19,82 km | 176,29 km |  |  |
| Frazione 2 (22 set) | PS11   | 13:24  | Waipu Gorge                                           | 11,24 km | 176,29 km |  |  |
| Frazione 2 (22 set) | PS12   | 13:42  | Brooks                                                | 16,03 km | 176,29 km |  |  |
| Frazione 2 (22 set) | PS13   | 14:10  | Paparoa Station                                       | 11,64 km | 176,29 km |  |  |
| Frazione 2 (22 set) |        | 14:50  | Assistenza – Ruawai (20 m)                            | –        | 176,29 km |  |  |
| Frazione 2 (22 set) | PS14   | 15:50  | Cassidy                                               | 21,64 km | 176,29 km |  |  |
| Frazione 2 (22 set) | PS15   | 16:33  | Mititai                                               | 26,77 km | 176,29 km |  |  |
| Frazione 2 (22 set) | PS16   | 17:16  | Tokatoka                                              | 10,15 km | 176,29 km |  |  |
| Frazione 2 (22 set) |        | 17:41  | Assistenza – Ruawai (45 m)                            | –        | 176,29 km |  |  |
|                     |        |        |                                                       |          |           |  |  |
| Frazione 3 (23 set) |        | 07:35  | Assistenza – Te Kauwhata (20 m)                       | –        | 89,00 km  |  |  |
| Frazione 3 (23 set) | PS17   | 08:38  | Otorohea Trig                                         | 4,62 km  | 89,00 km  |  |  |
| Frazione 3 (23 set) | PS18   | 09:06  | Te Akau South                                         | 31,24 km | 89,00 km  |  |  |
| Frazione 3 (23 set) |        | 10:31  | Assistenza – Te Kauwhata (20 m)                       | –        | 89,00 km  |  |  |
| Frazione 3 (23 set) | PS19   | 11:14  | Ridge 1                                               | 8,53 km  | 89,00 km  |  |  |
| Frazione 3 (23 set) | PS20   | 11:27  | Campbell 1                                            | 7,44 km  | 89,00 km  |  |  |
| Frazione 3 (23 set) | PS21   | 11:45  | Ridge 2                                               | 8,53 km  | 89,00 km  |  |  |
| Frazione 3 (23 set) | PS22   | 11:58  | Campbell 2                                            | 7,44 km  | 89,00 km  |  |  |
| Frazione 3 (23 set) | PS23   | 12:41  | Fyfe 1                                                | 10,60 km | 89,00 km  |  |  |
| Frazione 3 (23 set) | PS24   | 13:04  | Fyfe 2                                                | 10,60 km | 89,00 km  |  |  |
| Frazione 3 (23 set) |        | 13:44  | Assistenza – Te Kauwhata (20 m)                       | –        | 89,00 km  |  |  |
| Totale              | Totale | Totale | Totale                                                | Totale   | 382,46 km |  |  |

## Risultati

### Classifica
| Pos.                      | Nº       | Pilota           | Copilota           | Auto                      | Squadra                      | Classe     | Tempo     | Distacco | Punti    |
| Generale                  | Generale | Generale         | Generale           | Generale                  | Generale                     | Generale   | Generale  | Generale | Generale |
| ------------------------- | -------- | ---------------- | ------------------ | ------------------------- | ---------------------------- | ---------- | --------- | -------- | -------- |
| 1.                        | 5        | Richard Burns    | Robert Reid        | Subaru Impreza WRC2001    | Subaru World Rally Team      | WRC        | 3h47'28"0 | –        | 10       |
| 2.                        | 4        | Colin McRae      | Nicky Grist        | Ford Focus RS WRC 01      | Ford Motor Co. Ltd.          | WRC        | 3h48'12"6 | +44"6    | 6        |
| 3.                        | 16       | Harri Rovanperä  | Risto Pietiläinen  | Peugeot 206 WRC (2001)    | Peugeot Total                | WRC        | 3h48'18"1 | +50"1    | 4        |
| 4.                        | 3        | Carlos Sainz     | Luis Moya          | Ford Focus RS WRC 01      | Ford Motor Co. Ltd.          | WRC        | 3h48'20"2 | +52"2    | 3        |
| 5.                        | 1        | Marcus Grönholm  | Timo Rautiainen    | Peugeot 206 WRC (2001)    | Peugeot Total                | WRC        | 3h48'23"8 | +55"8    | 2        |
| 6.                        | 2        | Didier Auriol    | Denis Giraudet     | Peugeot 206 WRC (2001)    | Peugeot Total                | WRC        | 3h48'39"3 | +1'11"3  | 1        |
| 7.                        | 6        | Petter Solberg   | Phil Mills         | Subaru Impreza WRC2001    | Subaru World Rally Team      | WRC        | 3h49'43"8 | +2'15"8  | -        |
| 8.                        | 7        | Tommi Mäkinen    | Risto Mannisenmäki | Mitsubishi Lancer Evo 6.5 | Marlboro Mitsubishi Ralliart | WRC        | 3h49'49"0 | +2'21"0  | -        |
| 9.                        | 10       | Alister McRae    | David Senior       | Hyundai Accent WRC2       | Hyundai Castrol WRT          | WRC        | 3h51'01"8 | +3'33"8  | -        |
| 10.                       | 9        | Kenneth Eriksson | Staffan Parmander  | Hyundai Accent WRC2       | Hyundai Castrol WRT          | WRC        | 3h51'49"9 | +4'21"9  | -        |
| Coppa FIA piloti gruppo N |          |                  |                    |                           |                              |            |           |          |          |
| 1. (16.)                  | 22       | Manfred Stohl    | Peter Müller       | Mitsubishi Lancer Evo VI  | -                            | N4 / Gr. N | 3h58'33"1 | –        | 10       |
| 2. (18.)                  | 23       | Gabriel Pozzo    | Daniel Stillo      | Mitsubishi Lancer Evo VI  | -                            | N4 / Gr. N | 4h01'24"5 | +2'51""4 | 6        |
| 3. (20.)                  | 29       | Fumio Nutahara   | Satoshi Hayashi    | Mitsubishi Lancer Evo VII | Advan-Piaa Rally Team        | N4 / Gr. N | 4h03'22"2 | +4'49"1  | 4        |
| 4. (21.)                  | 26       | Stig Blomqvist   | Ana Goñi           | Mitsubishi Lancer Evo VI  | David Sutton Cars Ltd        | N4 / Gr. N | 4h03'42"2 | +5'09"1  | 3        |
| 5. (24.)                  | 43       | Kevin Holmes     | Garry Cowan        | Mitsubishi Lancer Evo VI  | Ralliart New Zealand         | N4 / Gr. N | 4h04'29"9 | +5'56"8  | 2        |
| 6. (25.)                  | 28       | Reece Jones      | Leo Bult           | Mitsubishi Lancer Evo VI  | -                            | N4 / Gr. N | 4h05'37"8 | +7'04"7  | 1        |

Legenda

Pos. = posizione; Nº = numero di gara.
| Icona | Classe                                                                                                 |
| ----- | --- |
| WRC   | Equipaggio di classe A8 (World Rally Car) che può conquistare punti per il campionato costruttori.     |
| WRC   | Equipaggio di classe A8 (World Rally Car) che non può conquistare punti per il campionato costruttori. |
| Gr. N | Equipaggio registrato alla Coppa FIA piloti gruppo N.                                                  |
| S1600 | Equipaggio registrato alla Coppa FIA piloti Super 1600.                                                |
| TC    | Equipaggio registrato alla Coppa FIA squadre (FIA Team Cup).                                           |
|       | Ulteriori classificazioni.                                                                             |

### Prove speciali
| Frazione            | Prova | Ora   | Nome            | Lunghezza | Vincitori                                                         | Tempo   | Velocità media | Leader del rally                   |
| ------------------- | ----- | ----- | --------------- | --------- | ----------------------------------------------------------------- | ------- | -------------- | ---------------------------------- |
| Frazione 1 (21 Set) | PS1   | 08:33 | Te Akau North   | 32,37 km  | Marcus Grönholm Timo Rautiainen                                   | 18'04"6 | 107,4 km/h     | Marcus Grönholm Timo Rautiainen    |
| Frazione 1 (21 Set) | PS2   | 10:41 | Maungatawhiri   | 6,52 km   | Petter Solberg Phil Mills                                         | 3'39"8  | 106,8 km/h     | Marcus Grönholm Timo Rautiainen    |
| Frazione 1 (21 Set) | PS3   | 11:04 | Te Papatapu 1   | 16,62 km  | Petter Solberg Phil Mills                                         | 11'00"2 | 90,6 km/h      | Marcus Grönholm Timo Rautiainen    |
| Frazione 1 (21 Set) | PS4   | 11:37 | Te Hutewai      | 11,32 km  | Marcus Grönholm Timo Rautiainen                                   | 8'03"7  | 84,3 km/h      | Marcus Grönholm Timo Rautiainen    |
| Frazione 1 (21 Set) | PS5   | 13:08 | Whaanga Coast   | 29,52 km  | Didier Auriol Denis Giraudet e Kenneth Eriksson Staffan Parmander | 21'28"2 | 82,5 km/h      | Marcus Grönholm Timo Rautiainen    |
| Frazione 1 (21 Set) | PS6   | 13:51 | Te Papatapu 2   | 16,62 km  | Colin McRae Nicky Grist                                           | 10'49"1 | 92,2 km/h      | Kenneth Eriksson Staffan Parmander |
| Frazione 1 (21 Set) | PS7   | 18:30 | Manukau Super 1 | 2,10 km   | Carlos Sainz Luis Moya                                            | 1'21"6  | 92,6 km/h      | Kenneth Eriksson Staffan Parmander |
| Frazione 1 (21 Set) | PS8   | 19:00 | Manukau Super 2 | 2,10 km   | Carlos Sainz Luis Moya                                            | 1'20"1  | 94,4 km/h      | Kenneth Eriksson Staffan Parmander |
|                     |       |       |                 |           |                                                                   |         |                |                                    |
| Frazione 2 (22 Set) | PS9   | 09:53 | Parahi - Ararua | 59,00 km  | Harri Rovanperä Risto Pietiläinen                                 | 33'59"9 | 104,1 km/h     | Richard Burns Robert Reid          |
| Frazione 2 (22 Set) | PS10  | 12:51 | Batley          | 19,82 km  | Richard Burns Robert Reid                                         | 10'55"9 | 108,8 km/h     | Richard Burns Robert Reid          |
| Frazione 2 (22 Set) | PS11  | 13:24 | Waipu Gorge     | 11,24 km  | Richard Burns Robert Reid                                         | 6'31"2  | 103,4 km/h     | Richard Burns Robert Reid          |
| Frazione 2 (22 Set) | PS12  | 13:42 | Brooks          | 16,03 km  | Richard Burns Robert Reid                                         | 9'44"6  | 98,7 km/h      | Richard Burns Robert Reid          |
| Frazione 2 (22 Set) | PS13  | 14:10 | Paparoa Station | 11,64 km  | Richard Burns Robert Reid                                         | 6'17"9  | 110,9 km/h     | Richard Burns Robert Reid          |
| Frazione 2 (22 Set) | PS14  | 15:50 | Cassidy         | 21,64 km  | Didier Auriol Denis Giraudet                                      | 12'23"9 | 104,7 km/h     | Richard Burns Robert Reid          |
| Frazione 2 (22 Set) | PS15  | 16:33 | Mititai         | 26,77 km  | Richard Burns Robert Reid                                         | 13'42"3 | 117,2 km/h     | Richard Burns Robert Reid          |
| Frazione 2 (22 Set) | PS16  | 17:16 | Tokatoka        | 10,15 km  | Richard Burns Robert Reid                                         | 5'19"3  | 114,4 km/h     | Richard Burns Robert Reid          |
|                     |       |       |                 |           |                                                                   |         |                | Richard Burns Robert Reid          |
| Frazione 3 (23 Set) | PS17  | 08:38 | Otorohea Trig   | 4,62 km   | Marcus Grönholm Timo Rautiainen                                   | 3'06"0  | 89,4 km/h      | Richard Burns Robert Reid          |
| Frazione 3 (23 Set) | PS18  | 09:06 | Te Akau South   | 31,24 km  | Carlos Sainz Luis Moya                                            | 18'45"0 | 100,0 km/h     | Richard Burns Robert Reid          |
| Frazione 3 (23 Set) | PS19  | 11:14 | Ridge 1         | 8,53 km   | Marcus Grönholm Timo Rautiainen                                   | 4'47"1  | 107,0 km/h     | Richard Burns Robert Reid          |
| Frazione 3 (23 Set) | PS20  | 11:27 | Campbell 1      | 7,44 km   | Petter Solberg Phil Mills                                         | 3'55"7  | 113,6 km/h     | Richard Burns Robert Reid          |
| Frazione 3 (23 Set) | PS21  | 11:45 | Ridge 2         | 8,53 km   | Marcus Grönholm Timo Rautiainen                                   | 4'41"4  | 109,1 km/h     | Richard Burns Robert Reid          |
| Frazione 3 (23 Set) | PS22  | 11:58 | Campbell 2      | 7,44 km   | Petter Solberg Phil Mills                                         | 3'50"9  | 116,0 km/h     | Richard Burns Robert Reid          |
| Frazione 3 (23 Set) | PS23  | 12:41 | Fyfe 1          | 10,60 km  | Petter Solberg Phil Mills                                         | 5'42"6  | 111,4 km/h     | Richard Burns Robert Reid          |
| Frazione 3 (23 Set) | PS24  | 13:04 | Fyfe 1          | 10,60 km  | Petter Solberg Phil Mills                                         | 5'32"6  | 114,7 km/h     | Richard Burns Robert Reid          |

## Classifiche mondiali
Classifica piloti
| Pos. | Pos. | Pilota            | Punti |
| ---- | ---- | ----------------- | ----- |
| 1    | 1    | Colin McRae       | 40    |
| 2    | 1    | Tommi Mäkinen     | 40    |
| 3    | 2    | Richard Burns     | 31    |
| 4    | 1    | Carlos Sainz      | 30    |
| 5    | 1    | Harri Rovanperä   | 27    |
| 6    |      | Marcus Grönholm   | 16    |
| 7    |      | François Delecour | 14    |
| 8    |      | Didier Auriol     | 11    |
| 9    |      | Petter Solberg    | 9     |
| 10   |      | Freddy Loix       | 9     |
| 11   |      | Armin Schwarz     | 7     |
| 12   |      | Gilles Panizzi    | 6     |
| 13   |      | Thomas Rådström   | 6     |
| 14   |      | Toni Gardemeister | 5     |
| 15   |      | Toshihiro Arai    | 3     |
| 16   |      | Markko Märtin     | 2     |
| 17   |      | Alister McRae     | 1     |
| 18   |      | Philippe Bugalski | 1     |
| 19   |      | Pasi Hagström     | 1     |
| 20   |      | Gabriel Pozzo     | 1     |

Classifica costruttori WRC
| Pos. | Pos. | Squadra                      | Punti |
| ---- | ---- | ---------------------------- | ----- |
| 1    | 1    | Ford Motor Co. Ltd.          | 76    |
| 2    | 1    | Marlboro Mitsubishi Ralliart | 66    |
| 3    | 1    | Subaru World Rally Team      | 46    |
| 4    | 1    | Peugeot Total                | 44    |
| 5    |      | Škoda Motorsport             | 15    |
| 6    |      | Hyundai Castrol WRT          | 10    |

Legenda: Pos.= Posizione.